# HMS Russell (1764)
HMS Russell — 74-пушечный линейный корабль 3 ранга Королевского флота. Второй корабль, названный Russell.

## Постройка
Заказан 8 января 1761 года. Спущен на воду 10 ноября 1764 года на королевской верфи в Дептфорде. Принадлежал к «обычным» 74-пушечным, строившимся для восполнения убыли кораблей во время Семилетней войны.

## Служба
1777 год — капитан Эдвард Ле Красс (англ. Edward Le Crass).
1778 год — капитан Френсис Самуэль Дрейк. 25 декабря адмирал лорд Шулдам (англ. Shuldham) покинул Спитхед, с конвоем свыше 300 торговых судов, который должен был сопровождать до назначенного меридиана, затем вернуться. Конвой должен был разделиться, большинство идти в Северную Америку, остальные в Ост- и Вест-Индию. У мыса Берри-хед Russell столкнулся с ост-индским кораблем London, с такой силой, что последний затонул в течение часа. Команду, за исключением 3—4 человек, подобрал HMS Romulus. Повреждения Russell были так серьёзны, что он получил приказ вернуться в Портсмут для ремонта.
1782 год — капитан Джеймс Сумарес. Был при островах Всех Святых.
1794 год — был при Первом июня. 
1775 год — Бой у острова Груа.
1797 год — был при Кампердауне.
1799 год — капитан сэр Генри Троллоп (англ. H. Trollope), крейсировал в Канале.
1800 год — капитан Сойер (англ. Sawyer), ремонт в Плимуте.
1803 год — капитан Роберт Уильямс (англ. Robert Williams), Коусэнд-бэй.
1805 год — тот же капитан, Ост-Индия.
1807 год — капитан Колфилд (англ. Caulfield), Ост-Индия.
Продан в 1811 году.